# Lyssez (Kamjanez-Podilskyj)
Lyssez (ukrainisch Лисець; russisch Лисец Lissez) ist ein Dorf im Süden der ukrainischen Oblast Chmelnyzkyj mit etwa 920 Einwohnern (2015).
Das Dorf am Ufer der Borbawka (Борбавка) liegt in der historischen Region Podolien, 20 km südöstlich vom ehemaligen Rajonzentrum Dunajiwzi und etwa 85 km südlich der Oblasthauptstadt Chmelnyzkyj.
Am 13. August 2015 wurde das Dorf ein Teil der neugegründeten Stadtgemeinde Dunajiwzi, bis dahin bildete es die gleichnamige Landratsgemeinde Lyssez (Лисецька сільська рада/Lyssezka silska rada) im Südosten des Rajons Dunajiwzi.
Am 17. Juli 2020 kam es im Zuge einer großen Rajonsreform zum Anschluss des Rajonsgebietes an den Rajon Kamjanez-Podilskyj.

## Persönlichkeiten
Der ukrainisch-sowjetische Revolutionär, Politiker und Wissenschaftler Wolodymyr Satonskyj kam 1888 im Dorf zur Welt.